# Sugi Waras (Gumay Talang)
Sugi Waras is een bestuurslaag in het regentschap Lahat van de provincie Zuid-Sumatra, Indonesië. Sugi Waras telt 742 inwoners (volkstelling 2010).